# STS-82
STS-82 (englisch Space Transportation System) ist eine Missionsbezeichnung für das US-amerikanische Space Shuttle Discovery (OV-103) der NASA. Der Start erfolgte am 11. Februar 1997. Es war die zweite Wartungsmission für das Hubble-Weltraumteleskop, die 82. Space-Shuttle-Mission und der 22. Flug der Raumfähre Discovery.

## Mannschaft
- Kenneth Bowersox (4. Raumflug), Kommandant
- Scott Horowitz (2. Raumflug), Pilot
- Mark Lee (4. Raumflug), Missionsspezialist
- Steven Hawley (4. Raumflug), Missionsspezialist
- Gregory Harbaugh (4. Raumflug), Missionsspezialist
- Steven Smith (2. Raumflug), Missionsspezialist
- Joseph Tanner (2. Raumflug), Missionsspezialist

Bowersox war bereits an der ersten Wartungsmission STS-61 für das Hubble-Teleskop  beteiligt gewesen (damals noch als Pilot), Hawley beim Aussetzen (STS-31).

## Missionsbeschreibung
Bei fünf Außenbordeinsätzen brachten die amerikanischen Astronauten der Raumfähre Discovery das Weltraumteleskop Hubble (HST), das am 13. Februar mit dem Manipulatorarm des Space Shuttle eingefangen und in dessen Ladebucht verankert wurde, auf den neuesten Stand.
Beim ersten Ausstieg von Lee und Smith am 14. Februar (6 Stunden, 42 Minuten) wurden zwei wissenschaftliche Spektrographen, der Goddard High Resolution Spectrograph und der Faint Object Spectrograph gegen zwei neue Geräte ausgetauscht. Bei NICMOS (Near Infrared Camera and Multi-Object Spectrometer) handelt es sich um ein Infrarot-Spektrometer zur gleichzeitigen Analyse mehrerer bzw. großflächiger Objekte, dessen Kühlmittelvorrat für vier bis fünf Jahre reichen soll. STIS (Space Telescope Imaging Spectrograph) hingegen ist ein 2D-Kameraspektrograph. Beide Geräte haben die Abmessungen von Telefonzellen. Zum Ein- und Ausbau stand jeweils ein Astronaut auf einer Plattform am Ende des Manipulatorarms, ergriff das Gerät und zog es langsam aus der Gerätesektion des HST. Danach wurde der Manipulator so bewegt, dass das Gerät in einen dafür vorgesehenen Lagercontainer in der Nutzlastbucht der Discovery geschoben werden konnte.

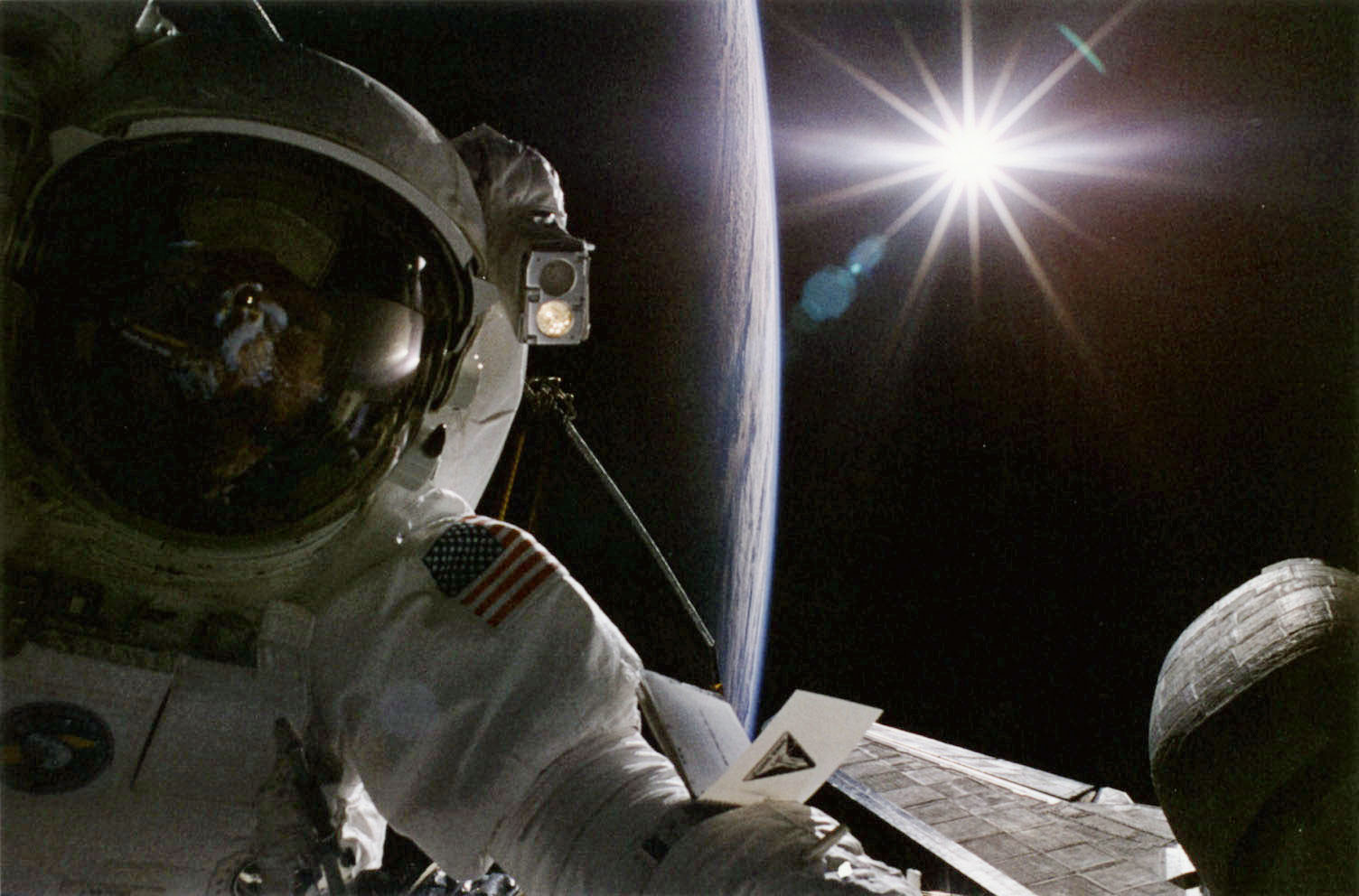
Tanner während eines Weltraumausstiegs

Am 15. Februar stiegen Harbaugh und Tanner für 7 Stunden und 27 Minuten aus der Discovery aus und wechselten einen hochpräzisen optischen Leitsensor, einen Teil der zugehörigen Steuerungselektronik (Optical Control Electronics Enhancement Kit) sowie einen Magnetbandrekorder für wissenschaftliche Daten. Bei ihrer Arbeit stellten die Astronauten Beschädigungen an der thermischen Isolation des Teleskops fest. Deshalb wurde am folgenden Tag entschieden, einen weiteren Außenbordeinsatz durchzuführen, um diese Beschädigungen weitgehend zu reparieren.
Der dritte Ausstieg (Lee und Smith für 7 Stunden und 11 Minuten) fand am 16. Februar statt. Dabei wurde zunächst eine Datenaustauscheinheit erneuert und danach ein mit einem Magnetband arbeitender Datenrekorder durch einen elektronischen Rekorder (Solid State Recorder) ersetzt, der gleichzeitig aufzeichnen und wiedergeben kann. Außerdem wurde eine defekte Gyroskopeinheit durch eine neue ersetzt. Das HST verfügt über vier derartige Gyroskope, mit denen die Ausrichtung des Teleskops im Weltraum mit hoher Präzision möglich ist. Jede so genannte Reaction Wheel Assembly besteht aus mehreren einzelnen Scheiben, die mit hoher Drehzahl rotieren und damit ein relevantes Drehmoment für die Lageänderung des Satelliten zur Verfügung stellen. Wird die Drehachse des Kreiselsystems verschoben, dreht sich der gesamte Satellit aufgrund seiner hohen Masse relativ langsam in eine andere Lage. Durch das Rücksetzen der Kreiselachse wird die Drehung in der gewünschten Lage gestoppt. Ein derartiges Kreiselsystem kommt ohne Treibstoff aus. Zur Aufrechterhaltung der Rotation ist nur elektrische Energie erforderlich. Diese stammt aus den Solarzellen des Weltraumteleskops.
Die Hauptaufgabe beim vierten Ausstieg am 17. Februar (Harbaugh und Tanner für 6 Stunden, 34 Minuten) war der Austausch einer Elektronikeinheit der Steuerung der Solarzellenpaneele (Solar Array Drive Electronics). Durch diese Steuerung werden die Solarzellen immer optimal auf die Sonne ausgerichtet, um ein Maximum an elektrischer Energie zu erreichen. Ersetzt wurden außerdem Abdeckungen über mehreren Magnetometern. Daneben wurde ein mehrlagiger Schutz an zwei Stellen mit beschädigter Isolation angebracht, die sich am oberen Ende des Teleskops befanden.
Beim fünften, zusätzlich angesetzten Ausstieg am 18. Februar (5 Stunden, 17 Minuten) wurden mehrere thermisch isolierende Abdeckungen an der Gerätesektion des Teleskops befestigt. Am Ende dieses Außenbordeinsatzes (Extra-vehicular Activity) hatten die Astronauten eine Gesamtarbeitszeit von 33 Stunden und 11 Minuten im freien Weltraum verbracht.
Während der Mission wurde die Bahn des HST mit den Triebwerken des Shuttles um etwa 15 Kilometer angehoben. Am Morgen des 19. Februar wurde der busgroße Satellit wieder im Weltall ausgesetzt. Die Discovery landete nach erfolgreichem Flug in Florida.